# 梅丽珊卓
梅丽珊卓（英語：Melisandre），是美国作家乔治·R·R·马丁的幻想小说《冰与火之歌》系列及其电视改编的《权力的游戏》中的对立角色。

## 角色简介
她是来自厄索斯大陆的信奉“光之王”的女祭司，也是史坦尼斯·拜拉席恩国王在夺取铁王座期间的亲密顾问。由于她的头发和所着服饰的颜色，她也经常被称为“红袍女”；她擅长对未来做出准确的预言，并且拥有某种关于火与阴影的神秘力量。
梅丽珊卓在《列王的纷争》（1998年）中首次登场，作为信仰“光之王”的祭司来到维斯特洛进行传教。随后，她再次出现在马丁的《冰雨的风暴》（2000年）和《魔龙的狂舞》（2011年）中。梅丽珊卓在小说中并非充当叙述者，她的行为主要通过其他人物的视角来加以解说，例如“洋葱骑士”戴佛斯·席渥斯以及琼恩·雪诺。马丁曾表示，梅丽珊卓将在他未来的小说续作中作为主要叙述者角色回归。

## 演员奖项

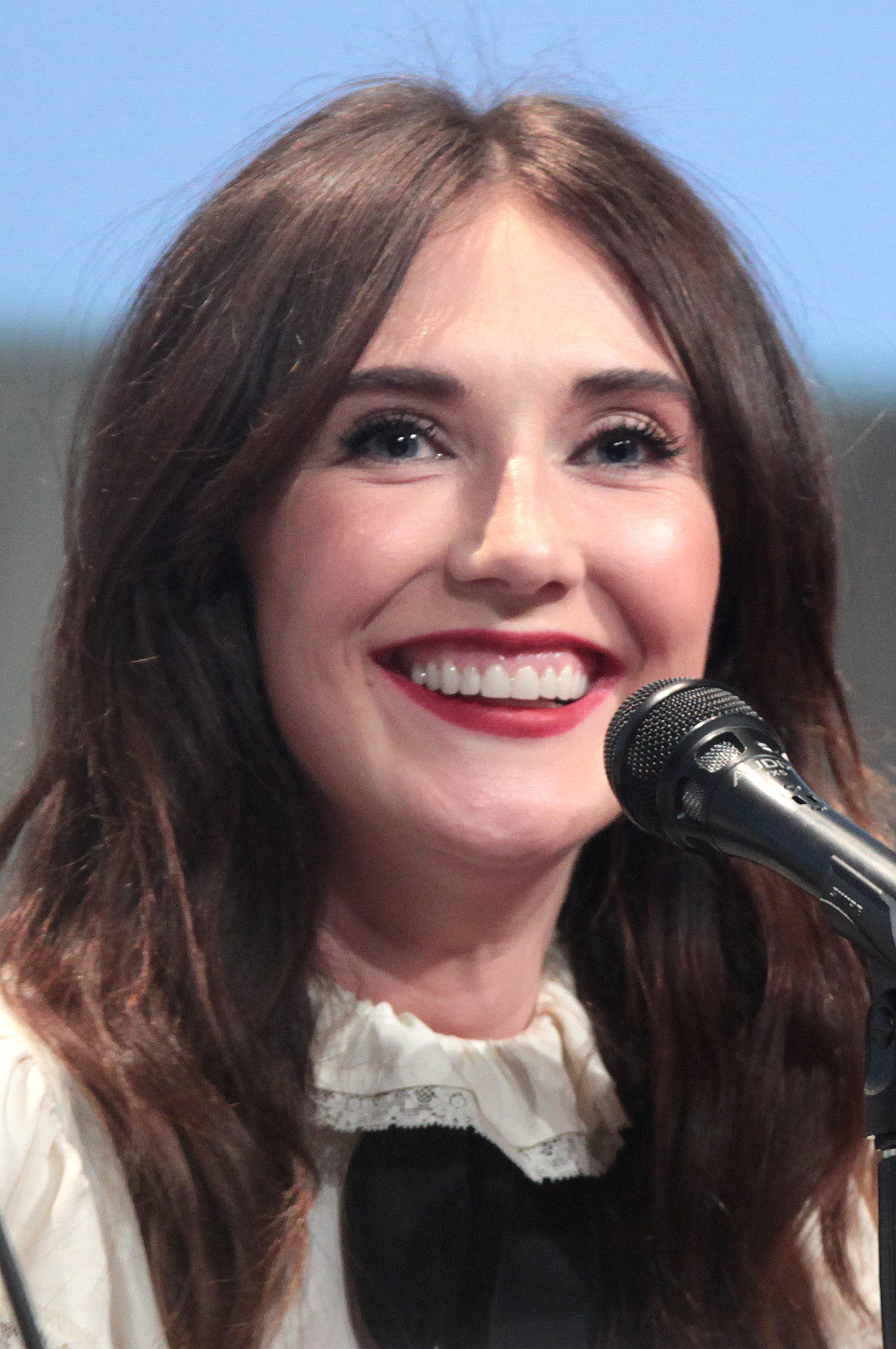
荷兰女演员卡里斯·范·豪滕在HBO改编电视剧《权力的游戏》系列中饰演“红袍女”梅丽珊卓

荷兰女演员卡里斯·范·豪滕在HBO电视改编剧中饰演梅丽珊卓，她凭借其出色的表演获得了黄金时段艾美奖剧情类最佳客串女演员的提名。
| 年份   | 奖项           | 类别                               | 结果 | 参考        |
| ------ | -------------- | ---------------------------------- | ---- | ----------- |
| 2014年 | 美国演员工会奖 | 戏剧系列剧组杰出表演演员工会奖     | 提名 | [ 5 ] [ 6 ] |
| 2016年 | 美国演员工会奖 | 戏剧系列剧组杰出表演演员工会奖     | 提名 | [ 7 ]       |
| 2017年 | 美国演员工会奖 | 戏剧系列剧组杰出表演演员工会奖     | 提名 | [ 8 ]       |
| 2019年 | 黄金时段艾美奖 | 黄金时段艾美奖剧情类最佳客串女演员 | 提名 | [ 9 ]       |